# جنیفر وارن
جنیفر وارن (انگلیسی: Jennifer Warren؛ زادهٔ ۱۲ اوت ۱۹۴۱) یک هنرپیشه و کارگردان اهل ایالات متحده آمریکا است.